# Shingo Hoshino
Shingo Hoshino (星野 真悟 Hoshino Shingo?, nacido el 2 de mayo de 1978 en Fukuoka) es un exfutbolista japonés. Jugaba de defensa y su único club fue el Ehime FC de Japón.

## Trayectoria

### Clubes
| Club     | País  | Año         |
| -------- | ----- | ----------- |
| Ehime FC | Japón | 2001 - 2008 |